# Liste der Archive und Bibliotheken in Wuppertal
Die Liste der Archive und Bibliotheken in Wuppertal enthält die Organisationen, die Archive und Bibliotheken in der Großstadt Wuppertal bereithalten. Sie haben zum Teil stadtgeschichtliche wertvolle Unterlagen und Dokumente, Karten, Pläne, Fotos, Plakate und Zeichnungen.

## Liste

### Städtische Archive
- Stadtarchiv Wuppertal; untergebracht in den Haspel-Häusern
- Archiv im Historischen Zentrum
- Wuppertaler Autorenarchiv; in der Stadtbibliothek Wuppertal
  - Else-Lasker-Schüler-Archiv, Exil-Archiv der Else-Lasker-Schüler-Gesellschaft
  - Armin-T.-Wegner-Archiv, Archiv der Armin-T.-Wegner-Gesellschaft
  - Paul-Pörtner-Archiv
  - Paul-Zech-Archiv
- Universitätsbibliothek der Bergischen Universität; seit 2002 öffentlich zugänglich

### Archive von Organisationen und Unternehmen
- Hochschul- und Landeskirchenbibliothek Wuppertal
- Archiv- und Museumsstiftung Wuppertal; Das Archiv enthält Akten der Rheinischen Missionsgesellschaft, Bethel Mission  und Vereinten Evangelischen Mission
- Archiv der Begegnungsstätte „Alte Synagoge“
- Archiv der Industrie- und Handelskammer Wuppertal-Solingen-Remscheid
- Archiv der Wuppertaler Stadtwerke
- Archiv des Wuppertal-Instituts für Klima, Umwelt, Energie
- Archiv des Landgerichts Wuppertal
- Archiv des Polizeipräsidiums Wuppertal
- Zeitungsarchiv Papyrus
- Philatelistische Bibliothek Wuppertal e. V.
- Archiv der Liegnitzer Sammlung
- Archiv- und Studienzentrum „Pina Bausch“ (geplant), getragen von der Pina-Bausch-Stiftung

### Kirchliche Archive
- Archive im Kirchenkreis Wuppertal
  - Kirchkreisarchiv, Standort Barmen
  - Kirchkreisarchiv, Standort Elberfeld
- Archiv der Evangelisch-reformierten Gemeinde Ronsdorf
- Archiv der Evangelischen Kirchengemeinde Cronenberg
- Archiv der Niederländisch-reformierten Gemeinde zu Wuppertal
- Archiv der katholischen Kirchengemeinde St. Laurentius
- Pfarrarchiv St. Johann Baptist
- Bernhard-Letterhaus-Archiv
- Archiv der Pfarrgemeinde Heilige Ewalde
- Archiv der katholischen Kirchengemeinde St. Joseph
- Archiv des Reformierten Prediger-Seminars Elberfeld
- Historische Bibliothek im Kirchenkreis Wuppertal, Paul-Schneider-Haus

### Öffentliche Bibliotheken
- Stadtbibliothek Wuppertal
  - Zentralbibliothek der Stadtbibliothek
  - Stadtteilbibliothek in Barmen
  - Stadtteilbibliothek in Beyenburg
  - Stadtteilbibliothek in Cronenberg
  - Stadtteilbibliothek in Langerfeld
  - Stadtteilbibliothek in Ronsdorf
  - Stadtteilbibliothek in Uellendahl
  - Stadtteilbibliothek in Vohwinkel
  - Stadtteilbibliothek in Am Rott
  - Stadtteilbibliothek in Wichlinghauser Markt
  - Bücherschiff; die zentrale Kinder- und Jugendbibliothek (ehemals)
- Bibliothek des Von der Heydt-Museums